# Тюшов Володимир Миколайович
Володимир Миколайович Тюшов (рос. Владимир Николаевич Тюшов, нар. 25 травня 1866, Томськ — пом. у листопаді 1936, Батумі) — російський краєзнавець і дослідник Камчатки, лікар Петропавловського округу в 1894–1912 роках. 
Народився у Томську. Закінчив медичний факультет Дерптського університету (зараз Тарту, Естонія). У квітні 1894 року приїхав на Камчатку як окружний лікар Петропавловського округу. Під час службових поїздок по півострову вивчав природу Камчатки, життя та звичаї місцевого населення. Свої спостереження і дослідження виклав у книзі «По західному берегу Камчатки», виданій у Санкт-Петербургу у 1906 році, яка і за теперішнього часу не втратила наукової цінності. Під час роботи на Камчатці експедиції П. Ф. Рябушинського (1908–1910) надавав допомогу науковцям. У 1909 році відкрив першу у Петропавловську стаціонарну лікарню на п'ять ліжок.
У 1912 році, після 18 років служби, покинув Камчатку. 
Після цього жив на Кавказі. У середині 1920-х років завідував евкаліптовою лабораторією на станції Чаква поблизу Батумі. 
Помер у Батумі у листопаді 1936.